# Condado de Portage (Wisconsin)
El condado de Portage (en inglés: Portage County), fundado en 1841, es uno de 72 condados del estado estadounidense de Wisconsin. En el año 2000, el condado tenía una población de 67,182 habitantes y una densidad poblacional de 32 personas por km². La sede del condado es Stevens Point. El condado recibe su nombre en honor al pasaje entre los ríos Wisconsin y Fox.

## Geografía
Según la Oficina del Censo, el condado tiene un área total de 2,131 km², de la cual 2,088 km² es tierra y 43 km² (2.00%) es agua.

### Condados adyacentes
- Condado de Marathon (norte)
- Condado de Shawano (noreste)
- Condado de Waupaca (este)
- Condado de Waushara (sureste)
- Condado de Adams (suroeste)
- Condado de Wood (sur)

## Demografía
En el censo de 2000, había 67,182 personas, 25,040 hogares y 16,501 familias residiendo en el condado. La densidad poblacional era de 32 personas por km². En el 2000 había 26,589 unidades habitacionales en una densidad de 13 por km². La demografía del condado era de 98.22% blancos, 0.10% afroamericanos, 0.60% amerindios, 0.30% asiáticos, 0,03% isleños del Pacífico, 0.15% de otras razas y 0.60% de dos o más razas. 0.73% de la población era de origen hispano o latino de cualquier raza.

## Localidades

### Ciudades, pueblos y villas
- Alban
- Almond
- Almond (condado de Portage, Wisconsin)
- Amherst (condado de Portage, Wisconsin)
- Amherst
- Amherst Junction
- Belmont
- Buena Vista
- Carson
- Dewey
- Eau Pleine
- Grant
- Hull
- Junction City
- Lanark
- Linwood
- Milladore (parcial)
- Nelsonville
- New Hope
- Park Ridge
- Pine Grove
- Plover
- Plover (condado de Portage, Wisconsin)
- Rosholt
- Sharon
- Stevens Point
- Stockton
- Whiting

### Áreas no incorporadas
- Alban
- Arnott
- Badger
- Bancroft
- Blaine
- Casimir
- Coddington
- Custer
- Dopp
- Ellis
- Esker
- Fancher
- Garfield
- Heffron
- Keene
- Kellner
- Jordan
- Mill Creek
- Moore Barn
- North Star
- Perú
- Polonia
- Stockton
- Torun